# 中国互联网骨干网
中国互联网骨干网是能够覆盖全国、连接中国大陆境内不同区域并且可以通过互联互通节点与其他网络进行连接的大型计算机网络，自1994年中国全功能接入互联网以来。此类网络随着中国电信业的改革、重组和市场竞争而不断变化。根据计算标准不同，中国骨干网数量在七张到十余张不等。

## 现有骨干网

### 中国电信
拥有3张全国骨干网：
1. 中国公用计算机互联网（ChinaNet / 163），自治系统编号AS4134，由原中国邮电部于1994年建立，现归中国电信所有，中国电信的大多数用户和流量都接入此网络；
2. 中国电信下一代承载网（China Telecom Next Generation Carrier Network，简称CN2），自治系统编号AS4809，2004年建立，是中国电信的第二张骨干网，由于目前用户较少且使用的技术相对先进，故使用体验优于CHINANET，但是收费也相对较高，目前主要服务于对网络要求高的政企客户和数据中心，部分地区也推出过针对个人用户的CN2产品；
3. 中国电信DCI（Data Center Interconnection）骨干网，2015年建立，是中国电信的第三张骨干网，主要用于数据中心之间的节点互联[1]，目前已并入CN2网络（更名为CN2-DCI）；

此外，中国电信子公司中国电信国际有限公司在中国大陆境外拥有1张网络CTGNet（AS23764），该网络用于面向企业客户提供定制化的国际互联网专线接入服务；

### 中国联通
拥有2张全国骨干网：
1. 中国联通宽带互联网，原称中国网通互联网（CHINA169），自治系统编号AS4837，由2002年以前中国电信CHINANET在北方十个省区市的资源和吉通通信的中国金桥信息网（CHINAGBN）构成，是中国联通的主要骨干网；
2. 中国联通工业互联网，原称中国网通公用互联网，也称联通A网（CHINA UNICOM Industrial Internet，CUII / CNCNET），自治系统编号AS9929，源于中国网通早期自行建设的独立网络，现主要提供国际和国内跨地市MPLS VPN和大客户互联网专线任务的承载，主要用于政企宽带和数据中心，已经极少见于家用宽带，此外，原中国联通建设的用于2G/3G移动业务的IP承载网（UNINET，又称165网、联通B网）中的业务也被转移至CUII，而UNINET则被废弃；[1]

此外，中国联通子公司中国联通国际有限公司在中国大陆境外拥有1张网络CUG（AS10099），主要用于联通国内线路与联通国际线路的连接；

### 中国移动
拥有2张全国骨干网：
1. 中国移动互联网（CMNET），自治系统编号AS9808，于2000年1月组建，用于承载公众类的互联网业务；
2. IP专用承载网（简称IP专网），自治系统编号AS24059，用于承载包括软交换话音/信令、网络管理、电信运营支撑系统、自有业务等；

此外，中国移动子公司中国移动国际有限公司在中国大陆境外拥有2张网络，分别被称为CMI（AS58453）和CMIN2（AS58807），后者在2022年下半年推出。CMNET的国际流量主要通过CMI进行中转；

### 中国教育部和赛尔网络
拥有1张骨干网：
1. 中国教育和科研计算机网（CERNET，简称教育网），自治系统编号AS4538，始建于1994年，由中国教育部投资並管理，赛尔网络运营，是中国最大的公益性、学术性计算机互联网络，网络总控中心设在清华大学；

### 中国科学院
拥有1张骨干网：
1. 中国科技网（CSTNET，简称科技网），自治系统编号AS7497，最早可追溯到中國科學院于1989年8月建立的中关村教育与科研示范网络（NCFC），是中国第一张骨干网，中国首次实现与国际互联网全功能连接也是通过该网络；

### 中国国际电子商务中心
拥有1张骨干网：
1. 中国国际经济贸易互联网（CIETNET），自治系统编号AS9306，全国外贸系统的政府部门和企事业单位专用，由商务部直属事业单位中国国际电子商务中心负责组建、运行和维护，原本有少量国际出口带宽，但现在已完全不设国际出口带宽[4]。

### 中国人民解放军
拥有1张骨干网：
1. 中国长城互联网（CGWNET），自治系统编号AS9389（以北京神州长城通信技术发展中心的名义注册），为中国人民解放军专用，不设国际出口带宽，根据相关的法规和纪律，涉及国家和军事秘密的内容禁止从非涉密设备或者外部网络访问；

### 中国广电
拥有1张骨干网：
1. 中国广电IP骨干网（CBNET），自治系统编号AS7641，是中国广电于2018年获批骨干网运营资质后正在全国建设的骨干网。但由于历史原因，广电系统的很多线路和IP地址资源目前掌握在各地的广电公司手里，地方广电公司通常将网络流量通过流量穿透传输至电信、联通、移动等其他运营商的骨干网，或直接与内容服务商对等互联，而非经由CBNET；

### 中信网络
拥有1张全国骨干网：
1. 奔腾一号光纤骨干网（CITICNET），自治系统编号AS18118，光纤全长3.2万公里，带宽容量可达3.2Tbps，定位为服务政企用户。属于中国中信集团实业子公司之一。

### 其他
长城宽带等一些名义上不具备骨干网运营资质的民营二级宽带运营商也有事实上的全国范围内的互联网骨干网，甚至私设国际出口。

## 骨干网间的互联互通

### 南北互通问题
随着2002年的电信业重组，中国网通（也包括后继者中国联通）接收了中国电信CHINANET在北方十个省区市的资源并自行组建CHINA169网，南方和其他地区的CHINANET依旧由中国电信运营。此后南北互通的问题便困扰着中国互联网，原因在于由于两网间的互联带宽不足，导致跨网访问效果不佳。除了中国电信和中国网通/联通的互联互通问题外，这两家运营商以及中国移动、教育网等网络之间也存在类似的问题。为了缓解该问题，中国工信部曾多次要求运营商增加互联互通的带宽。
彼时中国大陆在北京、上海和广州建有互联网交换中心，根据学者的推测，2004年时CHINANET、CHINA169和CERNET三张骨干网间的合计互联带宽在10-15Gbps，而当年的国际出口带宽则为70Gbps；到了2010年，这两个数字为400Gbps和1098Gbps，国际出口带宽远大于国内互联互通带宽。
对于互联网内容提供商（ICP）而言，在上述情形无法改变的情况下，会试着采取一些技术手段来提升网络游戏等对互联网质量要求较高的服务的体验，例如：
- 在各家电信运营商处分别设置服务器供用户选择使用，也就是网络游戏中常见的“电信区”、“联通/网通区”、“移动/铁通区”等选项，缺点是需要重复设置服务器，硬件投入较高；
- 通过智能化的域名解析（DNS）系统，将用户自动导向对应的服务器，缺点同上，还可能会因为IP地址识别出错导致额外的问题；
- 使用内容分发网络（CDN），缺点是成本较高，且对于特定类型的服务缺乏普及性；
- 将多家运营商的线路接入同一个数据中心（即所谓的双线/多线服务器），可以给一台服务器分配一个或多个IP地址，其中单IP方案是最成熟的。

### 国家级互联网骨干直联点建设工程
国家级互联网骨干直联点建设工程于2014年初启动，由中国工信部负责实施，该工程通过在已有的北京、上海和广州三处直联点以外的其他地点建立新的骨干网直联点，以期汇聚和疏通区域以及全国骨干网间的通信流量（有助于解决上述南北互通问题）、增强中华人民共和国互联网的性能、推动互联网产业向中西部地区聚集。
2014年10月1日，成都、西安、武汉、沈阳、南京、重庆、郑州7个城市的直联点全部建成开通，工程直接投资达29.2亿元人民币，建成网间互联能力6676Gbps。
2017年6月6日，杭州国家级互联网骨干直联点开通。
2017年6月16日，贵阳·贵安国家级互联网骨干直联点开通。
2017年8月，福州国家级互联网骨干直联点开通。
2021年1月，工信部批复同意在南宁和呼和浩特设立国家级互联网骨干直联点。
2021年5月，太原国家级互联网骨干直联点获批，9月23日起开通试运行。
2021年11月，济南、青岛设立国家级互联网骨干直联点。
2022年5月25日，哈尔滨国家级互联网骨干直联点建成开通。

### 网间流量费用结算
根据工业和信息化部的安排，中国大陆境内不同运营商骨干网之间产生的流量，按照如下规则进行结算并支付费用：
- 中国电信、中国联通、中国移动和中国广电四大运营商以及中国教育和科研计算机网、中国科技网、中国国际经济贸易互联网、中国长城互联网等公益性网络无需向任何其他运营商支付网间结算费用（2020年7月1日以前，中国移动须单方面向中国电信和中国联通按照最高8万元/Gbps/月支付网间结算费用，为了规避结算费用，其经常使用流量穿透技术）。
- 中信网络须单方面向中国电信、中国联通和中国移动按照最高5.6万元/Gbps/月支付费用（2020年7月1日以前，该项费用为8万元/Gbps/月）。

没有全国性骨干网的民营运营商以及地方性运营商也需要向中国电信、中国联通和中国移动等拥有骨干网的运营商支付费用购买带宽以便让用户能够接入互联网。不过为了节约开支，此类运营商通常会以流量穿透的方式从第三方机房接入骨干网，而较少利用BGP协议与骨干网互联互通。
中国大陆境内外运营商之间的国际出口带宽的结算费用由中外运营商之间通过协商和谈判确定。

## 发展历程

### 中国电信

#### 中國公用計算機互聯網
由于特服号而也被称为163网。
- 1994年，CHINANET開始籌建
- 1995年5月，CHINANET上海節點正式向社會開放業務
- 1995年11月，全面啓動包括全國30個省市共31個節點的全國骨幹網建設
- 1996年1月，全國骨幹網建成并正式開通
- 1999年，CHINANET二期擴容工程完成

#### 中国电信下一代承载网
- 2004年，开始建设。
- 2014年，建成十周年。[18]
- 2015年8月，开始新一轮扩容工程，包括华为等电信设备生产商获得建设招标。[19][20]

### 中国联通
2008年中国电信业重组后，原中国联通旗下的UNINET骨干网作为下级网络并入原中国网通所有的CHINA169骨干网，而又因为电信业重组中，网通被并入联通，自此原网通的CHINA169骨干网改由中国联通控制；而又因为CHINA169骨干网从最初是2002年中国电信业“南北分家”时从163骨干网里拆分出来的，彼时网通也有一张自建的骨干网CNCNET。随着2008年电信业重组，网通最初的骨干网CNCNET也交给联通运营。至今CNCNET（自治域为AS 9929，经常被称为9929网络，或“联通A网”）仍然保持相对独立，并被中国联通作为单独的网络出售。同样是在2008年电信业重组时，中国铁通（自治域为AS9394，目前现已废弃）建立的互联网骨干网也一部分并入了中国移动，但仍保持部分独立。

### 中國科技網
- 1989年8月，“中關村教育与科研示範網絡”（NCFC）由中國科學院開始建設
- 1994年4月，NCFC与美國NSFNET直接互聯，这标志着中国全功能接入国际互联网
- 1995年3月，与上海、合肥、武漢、南京四個分院實現遠程連接
- 1995年4月，京外單位聯網工程（即“百所聯網”工程）啓動
- 1995年12月，百所互聯工程完成，即為中國科學院院网（CASNET）
- 1996年2月，中國科學院院網更名為中國科技網（CSTNET）
- 1996年6月，与CHINANET開通64K DDN信道，實現互聯互通
- 2000年4月，以155M帶寬接入中國國家互聯網交換中心北京點，完成与國內其它九大互聯網點互聯互通
- 2000年11月，建立亞太地區第一個開放交換節點——香港開放交換節點（HKOEP）
- 2004年12月，CSTNET香港——日本千兆線路開通
- 2005年1月，CSTNET香港——台灣千兆線路開通
- 2005年15月，CSTNET上海——北京帶寬升級到2.5G
- 2006年10月，CSTNET北京——廣州帶寬由155M升級到2.5G
- 2007年11月，与中國網通（CHINA169）直連信道由1G升級到2.5G

### 中國教育与科研網
- 1994年7月，“中國教育和科研計算機網CERNET”試驗網開通，連接北京、上海、廣州、南京和西安五個城市
- 1995年6月，連接北京、上海、廣州、南京、瀋陽、西安、武漢和成都八個城市的主幹網DDN信道（64Kbps）開通
- 1995年7月，第一條連接美國的國際信道線路（128Kbps）開通；与NCFC實現互聯
- 1996年6月，与中國吉通通信有限公司CHINAGBN實現互聯
- 1996年11月，開通到德國的2M國際線路；建立中國大陸到歐洲的第一個Internet連接（中德學術網絡互聯線路CERNET－DFN）
- 1996年12月，開通和香港學術網絡的互聯線路CERNET－HARNET
- 1997年2月，CERNET全國主幹網DDN線路升級到512Kbps
- 1997年10月，与CHINANET建立256K互聯線路，實現CERNET与CHINANET、CSTNET、CHINAGBN的互通
- 1998年11月，開通到加拿大的4M國際線路
- 1999年1月，全國主干網升級到2M線路
- 2001年1月，開通北京－武漢－廣州，武漢－南京－上海沿線4條2.5G和10多條155M高速傳輸信道
- 2002年2月，主幹網開通組播服務
- 2004年1月，中日IPv6主幹網開通

### 中國金橋信息網
中国金桥信息网（CHINAGBN）由吉通公司负责建设、运营和管理。
- 1993年3月12日，国务院副總理朱镕基提出和部署建设国家公用经济信息通信网（简称金桥工程）。
- 1993年8月27日，国务院總理李鹏批准使用300万美元总理预备金支持启动金桥前期工程建设。
- 1994年6月8日，金桥前期工程建设全面展开。
- 1996年9月6日，金桥信息网Internet业务正式宣布开通，主要提供专线集团用户的接入和个人用户的单点上网服务。
- 2002年5月16日，吉通公司并入中国网通。
- 2009年1月6日，中国网通与中国联通合并，金桥信息网也随之并入中国联通的CHINA169中。

## 外部連結
- 中國電信（页面存档备份，存于）
- 中国联通（页面存档备份，存于）
- 中国移动（页面存档备份，存于）
- 中國教育和科研計算機網（页面存档备份，存于）
- 中國科技網
- 中国长城互联网 （页面存档备份，存于）
- 中国国际电子商务中心（页面存档备份，存于）